# Milan Teslevič

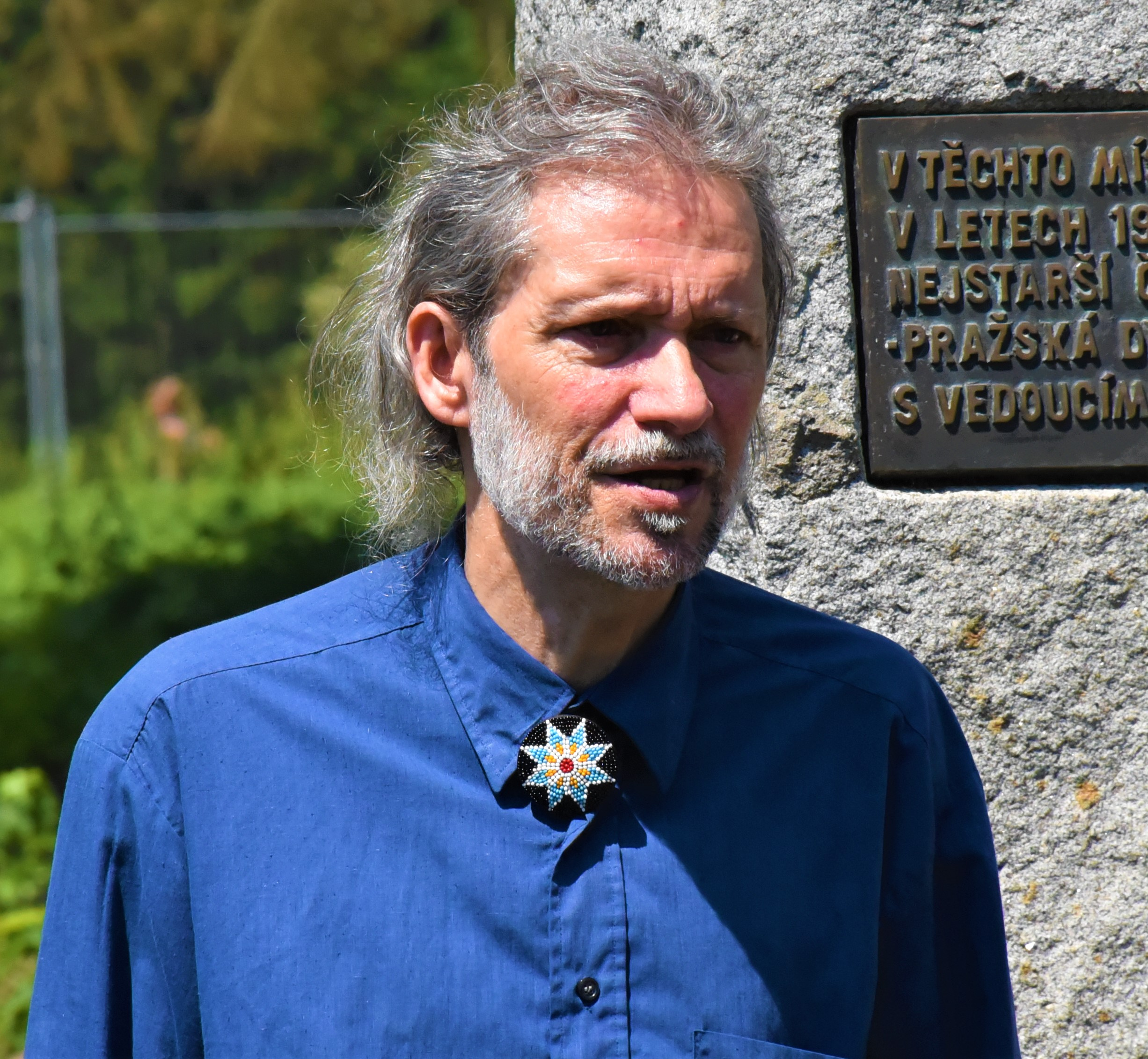
Ve Sluneční zátoce v roce 2021

Milan Teslevič (* 20. prosince 1957 Praha) je český knižní ilustrátor, kreslíř, malíř a multiinstrumentalista. Hraje na housle, akordeon, kytaru, banjo, mandolínu a veškeré klávesy. Komponuje hudbu a píše písničky.
Kreslil od útlého věku, další výtvarné vzdělání získal v lidové škole umění.

## Dílo
- komiks Modrý život Jiřího Dražana aneb Přístav volá
- Tam-Tam – 70. let od zrození klubu Rychlé šípy
- S Jaroslavem Foglarem od Bobří řeky do Stínadel
- komiks Hoši od Bobří řeky (2007)
- Kde oblaka bílá plují... 100 let od narození Jaroslava Foglara (katalog)
- rozsáhlá kolekce kreseb v souborném vydání románové trilogie Jaroslava Foglara Rychlé šípy ve Stínadlech (Olympia 2005)

## Výstavy
Výstavy se v posledním desetiletích uskutečnily v různých výstavních prostorech hlavního města.
Výstava s názvem Motýl ve tváři Jaroslava Foglara – ojedinělý soubor portrétních kreseb zobrazujících spisovatele Jaroslava Foglara, kolekce stínadelských scenérií, kresby s tematikou Rychlých šípů, razítka s foglarovskou tematikou.
Buduje Muzeum Jaroslava Foglara v prostorách hradu Ledeč nad Sázavou.

## Články a rozhovory autora
- Rychlé šípy slaví 80! Jejich nesmrtelnost prodlužuje Milan Teslevič, Blesk
- Kreslíř Rychlých šípů, a celoživotní obdivovatel Jaroslava Foglara, Český rozhlas